# Oleksandra Ševčenko
Oleksandra Ševčenko (in ucraino Олександра Шевченко?; Chmel'nyc'kyj, 24 aprile 1988) è un'attivista ucraina, cofondatrice del movimento delle FEMEN.

## Biografia
Nata e cresciuta nella cittadina di Chmel'nyc'kyj, Oleksandra Ševčenko fondò il noto movimento femminista delle FEMEN nel 2008 insieme alle amiche Hanna Hucol e Oksana Šačko, iniziando a protestare contro lo sfruttamento sessuale delle donne ucraine. Fu alla fine di agosto del 2009 che Oksana Šačko divenne il primo membro del gruppo a mostrarsi a seno nudo durante una protesta, ma fu solo nel 2010 che questo approccio divenne la solita tattica nelle manifestazioni delle FEMEN, giustificata dal fatto che senza l'attenzione dei media generato da proteste in topless il loro messaggio non sarebbe stato percepito.
Verso la fine del 2011 divennero celebri molte sue proteste, insieme a Inna Ševčenko e Jenia Kraizman, a Parigi il 31 ottobre contro Dominique Strauss-Kahn, dove hanno manifestato vestite da camerieri francesi; il 5 novembre hanno manifestato a Roma contro il premier Silvio Berlusconi e il giorno seguente in Piazza San Pietro contro il papa; il 10 novembre protestò contro la prostituzione a Zurigo; il 9 dicembre manifestò a Mosca davanti alla Cattedrale di Cristo Salvatore, contro il primo ministro Vladimir Putin.
Nel febbraio 2013 ha protestato contro le mutilazioni genitali femminili durante il Festival del cinema di Berlino. Il successivo 6 marzo, in collaborazione con altre attiviste FEMEN e con la scrittrice Galia Ackerman, ha pubblicato il primo libro incentrato sul movimento intitolato appunto FEMEN.
Nell'agosto dello stesso anno fugge dall'Ucraina e si stabilisce a Parigi con altri membri delle FEMEN per motivi di sicurezza.
È inoltre apparsa nel documentario Femen - L'Ucraina non è in vendita, presentato fuori concorso al Festival di Venezia.